# John M. Murray

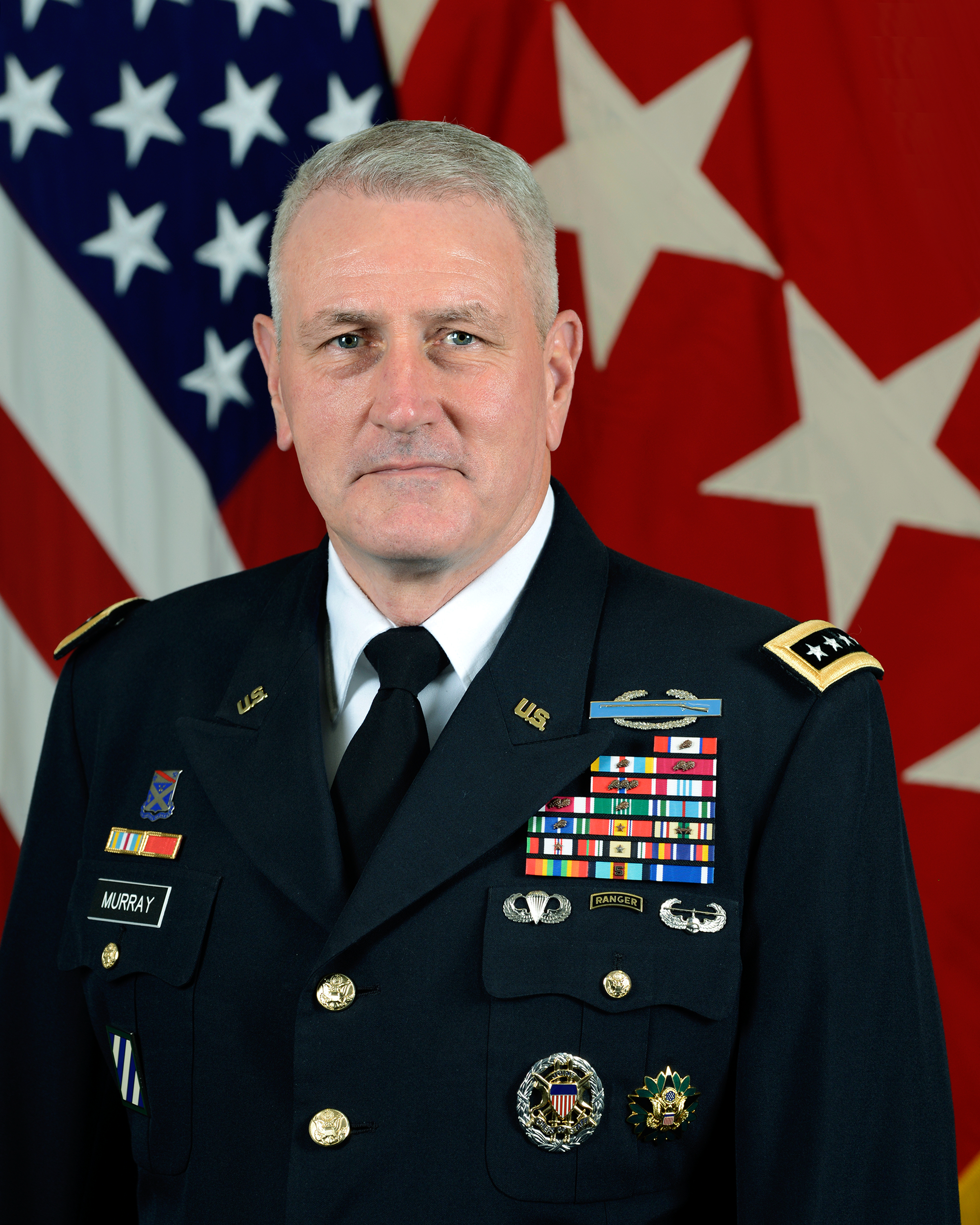
John M. Murray (2018)

John Michael Murray (* um 1960 in Kenton, Hardin County, Ohio) ist ein General der United States Army. Er war unter anderem Kommandeur der 3. Infanteriedivision und erster Befehlshaber des United States Army Futures Commands.
Über das ROTC-Programm der Ohio State University gelangte Murray im Jahr 1982 in das Offizierskorps des US-Heeres. Dort wurde er als Leutnant der Infanterie zugeteilt. In der Armee durchlief er anschließend alle Offiziersränge vom Leutnant bis zum Vier-Sterne-General.
Im Lauf seiner militärischen Karriere absolvierte er den für Offiziere in den jeweiligen Rangstufen üblichen Dienst in unterschiedlichen Einheiten und Standorten. Dazu gehörten auch Aufgaben als Stabsoffizier in verschiedenen Hauptquartieren. Er kommandierte militärische Einheiten auf fast allen Ebenen. In Fort Carson kommandierte er eine Kompanie. Zu seinen ersten Auslandseinsätzen gehörte ein Einsatz in Panama und die Stelle eines Bataillonskommandeurs bei der 1. Infanteriedivision (FWD) in Deutschland.
Nach zwischenzeitlichen Verwendungen in verschiedenen Generalstäben erhielt John Murray das Kommando über die 3. Brigade der 1. Kavalleriedivision, mit der er im Irakkrieg eingesetzt war.
Als Stabsoffizier war John Murray unter anderem Stabschef beim III. Korps im damaligen Fort Hood, dem heutigen Fort Cavazos, Mitglied der Abteilung G3 für Operationen beim multinationalen Korps im Irak und Leiter der Stabsabteilung G3 (Operationen und Manöver) der 1. Kavalleriedivision. Des Weiteren gehörte er dem Stab des United States Joint Forces Commands an. Danach war er in der Stabsabteilung J7 für Ausbildung bei den Joint Chiefs of Staff tätig.
Murrays letzte Aufgaben im aktiven Militärdienst waren die des Directors beim Force Management der US-Armee (2012–2013). Daran schloss sich das Kommando über die 3. Infanteriedivision an, das er zwischen August 2013 und August 2015 innehatte. Dann war er Leiter der Stabsabteilung G4 (Nachschub) der Truppen in Afghanistan, Kommandeur des Bagram Airfields und Kommandeur der dortigen Joint Task Force-3. Anschließend leitete er von 2016 bis 2018 im Heeresministerium die Stabsabteilung G8 (Resource Management, Programs). Schließlich wurde er, inzwischen im Rang eines Vier-Sterne-Generals, zum ersten Kommandeur des neugeschaffenen United States Army Futures Commands ernannt. Diese Stelle bekleidete er zwischen dem 24. August 2018 und dem 3. Dezember 2021. Danach schied er aus dem aktiven Militärdienst aus.

## Orden und Auszeichnungen
John Murray erhielt im Lauf seiner militärischen Laufbahn unter anderem folgende Auszeichnungen:
- Army Distinguished Service Medal
- Defense Superior Service Medal
- Legion of Merit
- Bronze Star Medal
- Defense Meritorious Service Medal
- Meritorious Service Medal
- Army Commendation Medal
- Joint Service Achievement Medal
- Army Achievement Medal
- Joint Meritorious Unit Award
- Meritorious Unit Commendation
- National Defense Service Medal
- Southwest Asia Service Medal
- Afghanistan Campaign Medal
- Iraq Campaign Medal
- Global War on Terrorism Service Medal
- NATO-Medaille